# Sandrine (marionnette)
Sandrine est une marionnette du théâtre Théâtre amiénois de cabotins dont elle est un des personnages secondaires. 

## Histoire
Au XIXe siècle, il existait plus de soixante-dix théâtres de marionnettes à Amiens, dont beaucoup de théâtres disparurent avec la Première Guerre mondiale et l'invention du cinématographe. Certains personnages, comme Sandrine connurent une renaissance de 1930 à 1960, grâce au Théâtre des Amis de Lafleur puis au Théâtre de Chés Cabotans d'Amiens. C'est avec Maurice Domon, fondateur de Chés Cabotans d'Amiens que le répertoire devient une réelle critique sociale. La Cie Picaresk est issue des Compagnons de Lafleur. Ils sont dans la même lignée artistique des Amis de Lafleur. 

## Le personnage
Sandrine est la compagne, ou l'épouse, de Lafleur.